# Richard Brenner
Richard Brenner (* 30. Juni 1833 in Merseburg; † 22. März 1874 in Sansibar) war ein deutscher Afrikaforscher, Förster, Jäger und Handelsreisender.

## Leben
Brenner widmete sich nach Beendigung seiner Gymnasialstudien und seiner militärischen Dienstzeit der Försterei und war in einigen Oberförstereien im Harz tätig. Er erlernte danach die Zuckersiederei und arbeitete in mehreren Fabriken der Provinz Sachsen und Braunschweigs. Durch private Studien wurde seine Neigung zu fernen Reisen geweckt.
Als der Forschungsreisende Baron Karl Klaus von der Decken im Jahr 1864 eine zweite und letzte große Expedition nach Ostafrika ausrüstete, begleitete er diesen als Jäger, Präparator, Waffenmeister und Privatsekretär nach Sansibar. Von dort aus nahm er von Februar bis Juli 1865 an der Erforschung der ostafrikanischen Küstenflüsse Osi, Tula und Schamba teil. Im August und September befuhren sie den Juba. Als bei einem Überfall durch Somali am 30. September und 1. Oktober 1865 oberhalb Baardheere vier der Reisegefährten starben, führte Brenner die übrigen zur Küste (Mündung des Jub) und über Sansibar nach Deutschland zurück. Da unterdessen am 3. Oktober 1865 auch von der Decken in Baardheere ermordet worden war, beschloss die Familie des Barons, Brenner, zusammen mit Kinzelbach, zu weiteren Nachforschungen nach Afrika zu entsenden.

## Reise in den Galla-Ländern 1867–1868
Brenner hielt sich zunächst für einige Zeit in der Somalistadt Baraawe an der Mündung des Djuba auf. Er unternahm von November 1866 bis Februar 1867 eine Reise entlang der Küste in den Ländern der Somali und Galla, um dem Auftrag, die Umstände der Ermordung des Barons Karl vollständig aufzuklären, nachzukommen. Er besuchte den Webi und Scheri (Durnford River) und kehrte am 9. März 1867 nach Sansibar zurück, um einen ihm befreundeten Gallafürsten um Hilfe zu bitten, um einen Beitrag zur Erforschung des Galla- und Somalilandes zu liefern.
Er kam an Bord eines englischen Kriegsschiffes in die Formosa-Bai. Am 12. März trat er von hier aus seine Reise an, befuhr mit einem Boot die Flüsse Tana und Osi, hielt sich vier Wochen lang in dem Land Witu auf und bereiste das Land der südlichen Oromo (Galla). Die Stadt Witu war, seinen Angaben zufolge, von Sultan Schech Mahmud Fumulut, der „Zimba“ (Löwe) genannt wurde, gegründet worden. Dieser war zuvor Herrscher der Inseln Siu und Patta, war jedoch mit seinem Volk zum Festland übergesiedelt, da ihn Said Madjid, der Sultan Sansibars, bekriegte. Der Ort war ein Sammelplatz für entlaufene Sklaven, denn jeder, der dahin kam, durfte vollkommen frei leben. Der Sultan hatte die Sklaverei in seinem Herrschaftsgebiet abgeschafft. Er bot Brenner, der dort längere Zeit sein Gast war, an, der Preußischen Regierung Vorschläge zu unterbreiten, um hier eine Kolonie zu gründen, da sein Reich jede Kultur aufnehmen würde. Brenner fertigte eine erste Karte und übermittelte die Beschreibung über die Lage des Landes und die Wege dieser Gegend, die vor ihm noch kein Europäer besucht hatte, an das Preußische Ministerium. Der Vorschlag des Sultans von Witu, durch Brenner ein preußisches Protektorat über sein Land zu erwirken, wurde in Berlin nicht einmal in Erwägung gezogen.
Brenner kam Anfang Februar 1868 wieder nach Sansibar und kehrte sodann über Mogadischu und Aden mit einem jungen Angehörigen der Oromo namens Djilo nach Europa zurück. Diesen nahm er später an Kindesstatt an.

## Detailkarte des Gebiets
Nachdem Brenner von seiner zweiten Ostafrikareise zurückgekehrt war, fertigte er eine detaillierte Karte des Gebietes der südlichen Galla, Waboni und den angrenzenden Somaliländern an.
Die Karte erstreckt sich über ein Gebiet zwischen dem Djuba im Nordosten (Beginn des Somalilandes) und dem Sabaki, dem Grenzfluss der Galla im Süden. Sie enthält ein weitverzweigtes, bis dahin unbekanntes Flussnetz, das die Verbindungen zwischen dem Tana und dem Ozi und zwischen dem Seheri und Djuba aufzeigen. Zudem die Grenzverläufe zwischen den Gebieten der Galla, Somali und Pokomo oder der Araber an der Küste sowie deren Besitzungen. Verzeichnet sind die Bezirke der bedeutenderen Stammesgruppen der Galla, das Sultanat Zimba und topographische Details. Des Weiteren sind die Reiserouten Breuner sowie des Missionars Wakefield und des Forschungsreisenden Theodor Kinzelbach (1822–1868) verzeichnet und die Kriegs- und Reisepfade der Galla. Dazu Notizen über die Beschaffenheit der jeweiligen Landschaften.
Brenners Reiseberichte stehen zerstreut in Petermanns Mitteilungen und im Globus sowie in den Reisebeschreibungen zur Expedition des Barons Karl Klaus von der Decken.

## Ankauf ethnographischer und naturwissenschaftlicher Gegenstände
Ende 1869 veranlassten ihn Schweizer und Triester Firmen zu einer Handelsexpedition nach Somaliland und ab Januar 1870 führte er diese Expedition nach Aden, wobei er die Küsten des Indischen Ozeans von Maskat in Arabien bis nach Sansibar befuhr. Er bereiste Oman, die Somal- und Gallaküste und erforschte den Kinganifluss gegenüber von Sansibar. Brenner war unter anderem damit beauftragt worden, auf dieser Expedition für die ethnographische Abteilung des Museums in St. Gallen exotische Gegenstände aus Ostafrika zu beschaffen. Dafür war er vom kaufmännischen Direktorium mit einem Kredit von 2000 Franken ausgestattet worden. Brenner hatte den Schoner Marietta in Triest erworben und eine Mannschaft angeheuert. 1870 startete er mit Carl Fisch die Reise durch das Mittel- und das Rote Meer. Von Aden aus unternahmen sie ihre Fahrten nach Berbera und Zeila an der somalischen Küste und nach Muskat in Ostarabien. In den Häfen, in denen sie festmachten, boten sie einige Produkte zum Verkauf an, darunter Textilien und Uhren, aber auch Emmentaler und Gewehre. Ein Teil dieser Fracht ging beim Untergang der Marietta in der Nähe von Kismaayo verloren. Es konnten jedoch einige der Naturalien, die für das Museum in St. Gallen bestimmt waren, gerettet werden, darunter das Horn eines Nashorns, der Schädel eines Nilpferdes und 20 Reptilien. Ein weiteres Ziel der Expedition sollte es sein, einen festen Handelsposten in Ostafrika einzurichten.
Brenner befand sich 1871 auf dem Weg nach Sansibar, um dort für die Handelshäuser, die ihn mit der Expedition beauftragt hatten, eine Handelsstation zu gründen. Er weilte in Aden, um sich von den Strapazen der Reise zu erholen. Auch das Klima setzte ihm mehr und mehr zu. Einen ersten Posten hatte er in Buschir am persischen Golf errichtet. Dank der sorgsamen Pflege durch seinen Adoptivsohn, den er in Europa hatte ausbilden lassen, konnte er seine Reise schließlich fortsetzen und plante eine Reise an der ostafrikanischen Küste entlang bis nach Mosambik und Madagaskar.
1871 ernannte ihn die österreichisch-ungarische Regierung zum Honorarkonsul in Aden. Er war Mitinhaber der am 16. Januar 1873 gegründeten deutschen Handelsfirma „R. Brenner, Fisch und Cie.“ Sein Kompagnon Carl Fisch hatte dieses Amt ab 1876 ebenfalls inne.
Über seinen Tod gibt es unterschiedliche Angaben. Einige Berichte schreiben, er sei in Aden verstorben, andere schreiben Sansibar. Der Globus veröffentlichte einen Nekrolog zu seinem Tod, in dem es heißt: „1871 wurde er zum österreichisch–ungarischen Consul in Aden ernannt, als solcher starb er am 22. März 1874 zu Sansibar.“